# Bimenes
Bimenes – gmina w Hiszpanii, w prowincji Asturia, w Asturii, o powierzchni 32,69 km². W 2011 roku gmina liczyła 1880 mieszkańców.